# Rajka holohlavá
Rajka holohlavá (Cicinnurus respublica, dříve Diphyllodes respublica) je druh rajky, která žije na indonéských ostrovech Batanta a Waigeo. Obývá pralesy, živí se hmyzem a ovocem. Rajka je dlouhá okolo 20 cm. Samci mají na hlavě velkou bleděmodře zbarvenou lysinu, žlutou skvrnu na šíji a červená křídla, zbytek těla je černý. Ocasní pera jsou spirálovitě zatočená. Druh popsal Charles Lucien Bonaparte, Napoleonův synovec a nadšený stoupenec republikánského zřízení. V reakci na tehdejší zvyk pojmenovávat nově objevené živočišné druhy podle příslušníků panovnických rodin mu dal jméno rajka republikánská. V anglicky mluvících zemích se nazývá rajka Wilsonova (Wilson's Bird-of-paradise) podle objevitele, ornitologa Edwarda Wilsona.